# Wybory prezydenckie w Stanach Zjednoczonych w 1984 roku

Mapa wyborcza Stanów Zjednoczonych w 1984 roku. Liczba na mapie określa liczbę przedstawicieli stanu w Kolegium Elektorów

Wybory prezydenckie w Stanach Zjednoczonych w 1984 roku – pięćdziesiąte wybory prezydenckie w historii Stanów Zjednoczonych. Na urząd prezydenta wybrano ponownie Ronalda Reagana, a wiceprezydentem na drugą kadencję został George H.W. Bush.

## Kampania wyborcza
W miarę zbliżania się wyborów prezydenckich w 1984 roku, opinia publiczna chciała poznać decyzję urzędującego prezydenta czy zamierza się ubiegać o reelekcję. Reagan przez długi czas ukrywał fakt, że zamierza ponownie kandydować, a oficjalnie ogłosił to dopiero pod koniec stycznia 1984. Nie miał praktycznie żadnej konkurencji w Partii Republikańskiej, dlatego też na sierpniowej konwencji w Dallas otrzymał nominację w pierwszym głosowaniu. W podzielonej Partii Demokratycznej pretendentów było kilku: Walter Mondale, Gary Hart i pastor Jesse Jackson. Kandydatką na wiceprezydenta została Geraldine Ferraro. Nominację Partii Libertariańskiej uzyskał David Bergland. W 1984 panowała względnie dobra koniunktura, a bezrobocie spadało. Republikanie wykorzystywali sytuację gospodarczą w kampanii wyborczej, podkreślając w tym sukces Reagana. Mondale atakował urzędującą administrację za zbyt ostrą politykę wobec ZSRR, deficyt budżetowy i chłodne traktowanie związków zawodowych. Jednak dzięki dużej popularności wśród społeczeństwa, Reagan wygrał wybory powszechne niemalże we wszystkich stanach, ustępując kandydatowi demokratów jedynie w Minnesocie i Dystrykcie Kolumbii.

## Kandydaci

### Partia Demokratyczna

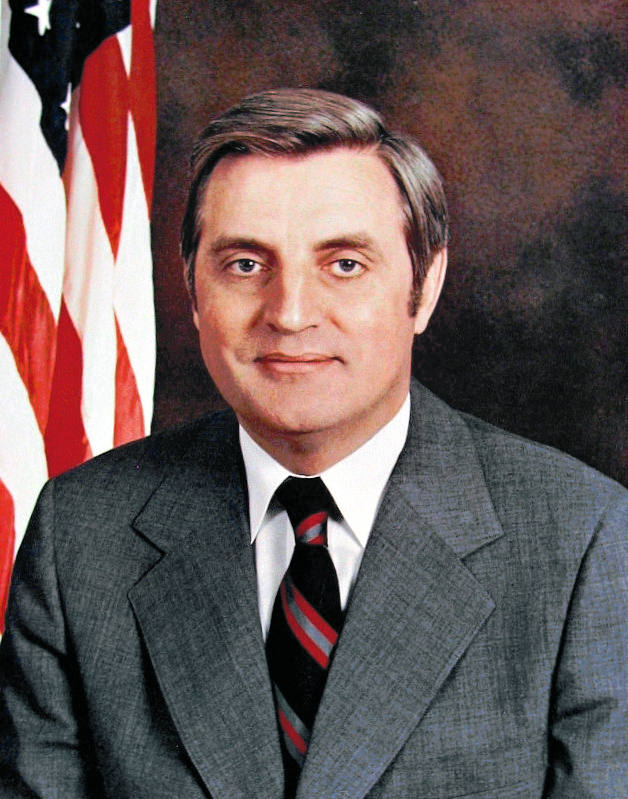
Walter Mondale
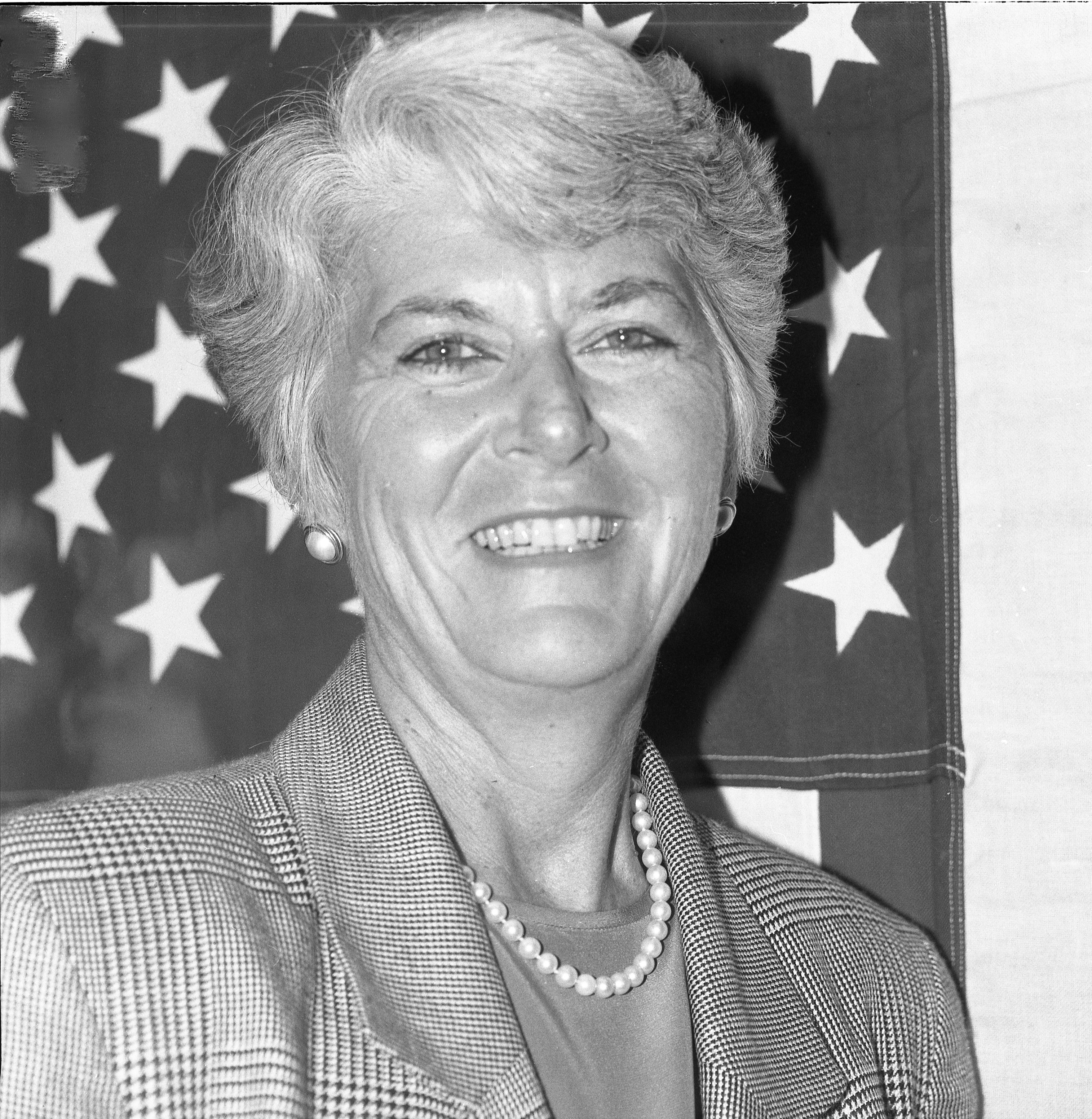
Geraldine Ferraro

### Partia Libertariańska

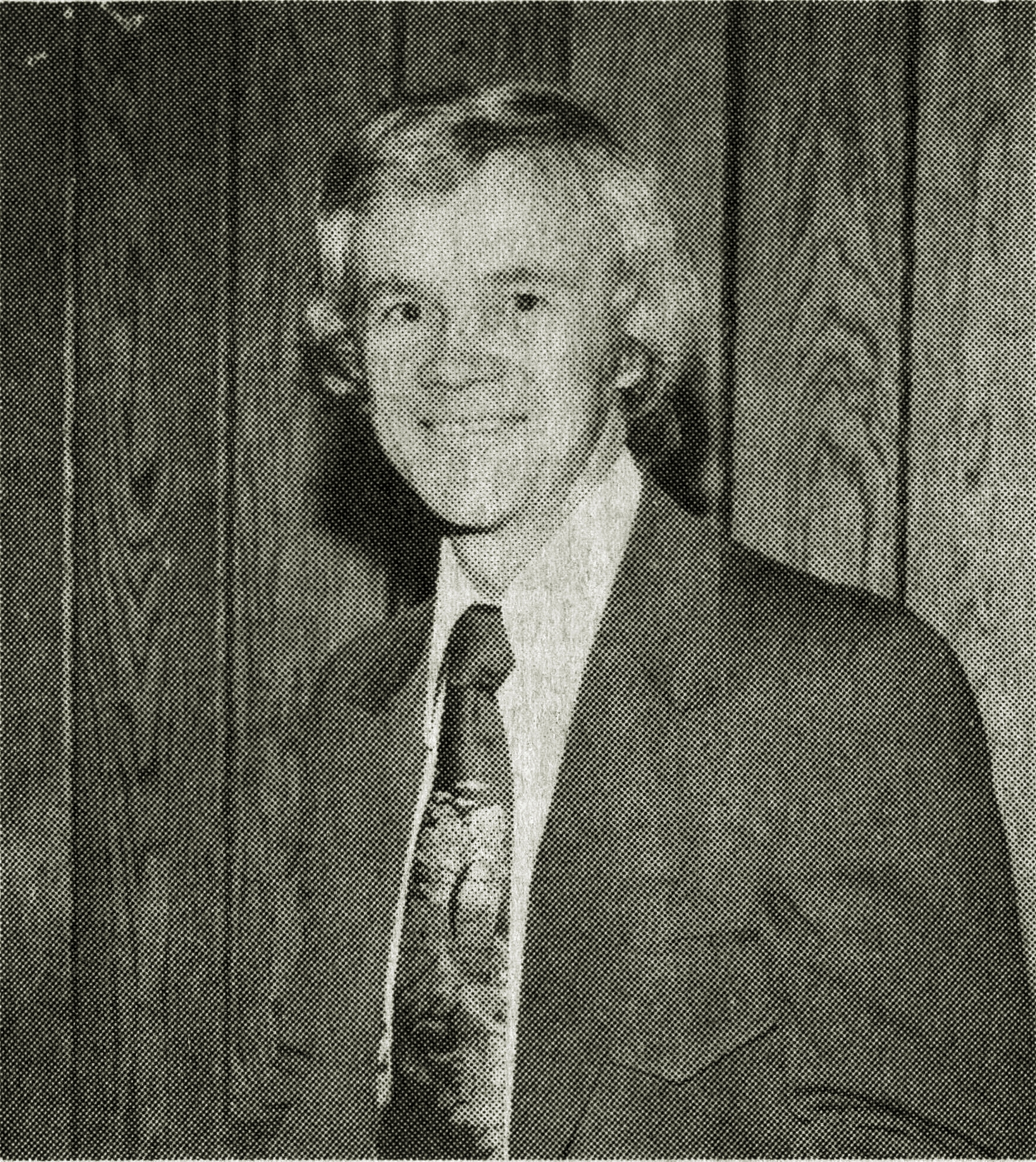
David Bergland

### Partia Republikańska

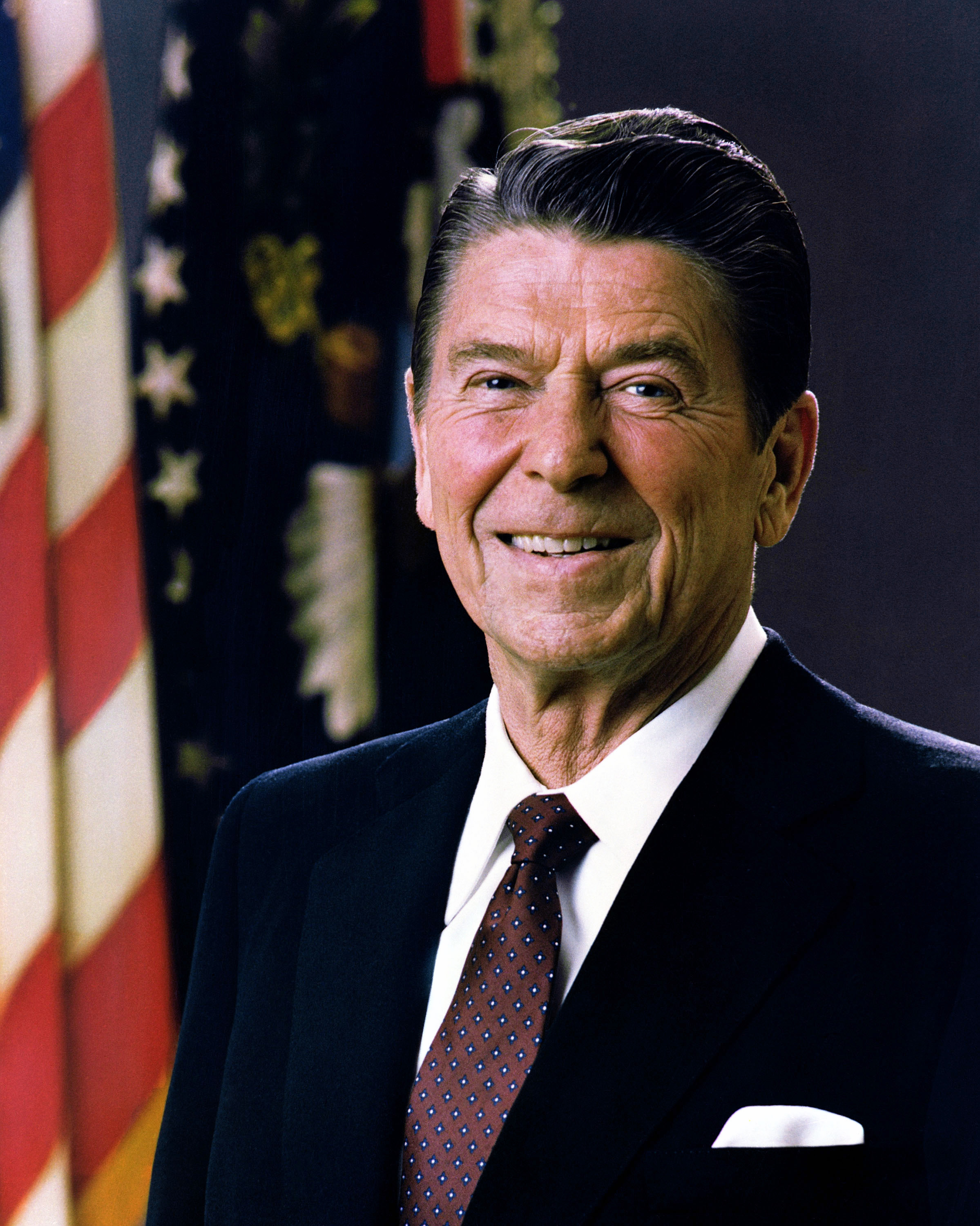
Ronald Reagan
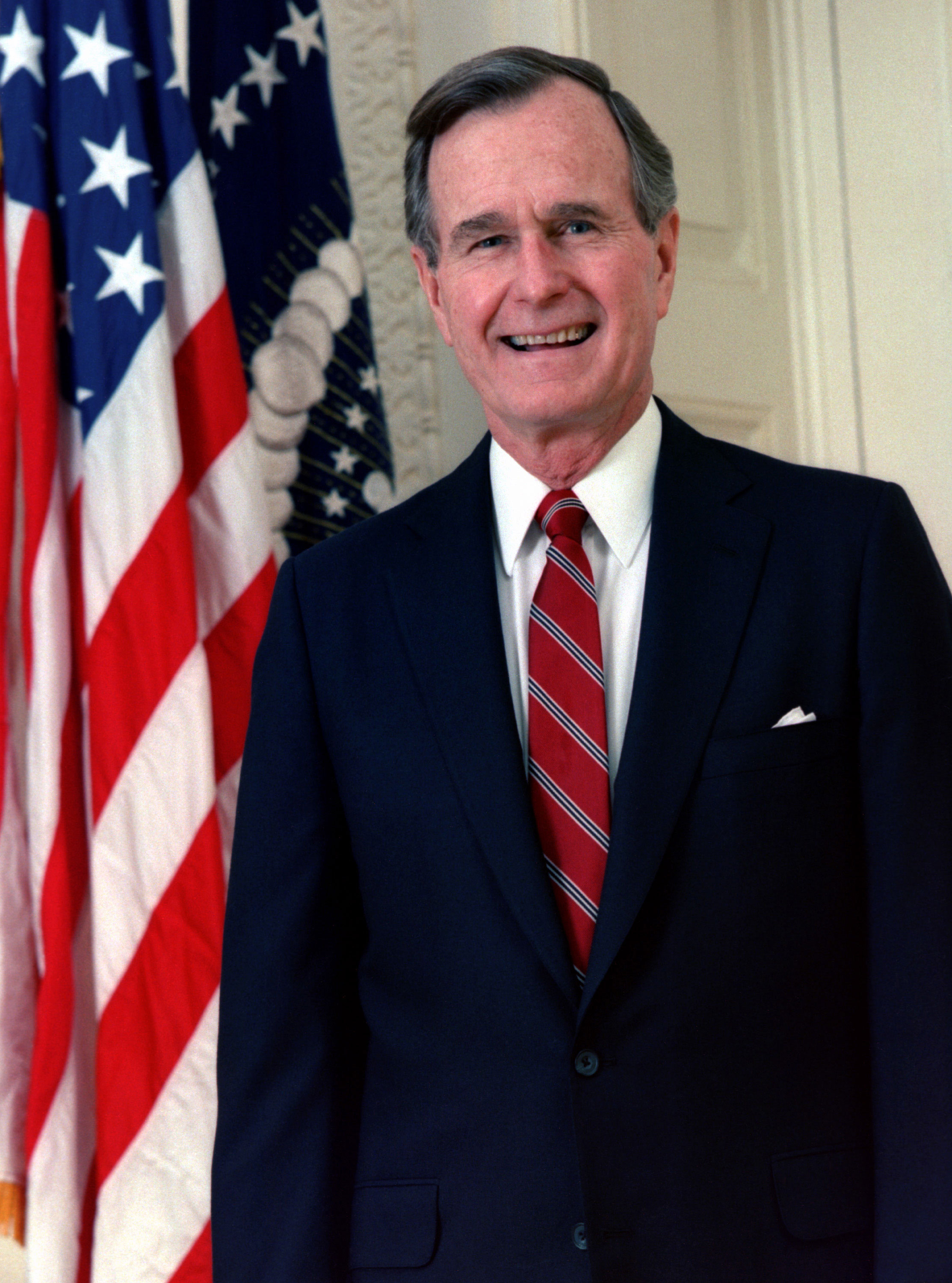
George H. Bush

## Wyniki głosowania
Głosowanie powszechne odbyło się 6 listopada 1984. Reagan uzyskał 58,8% poparcia, wobec 40,6% dla Mondale’a i 0,3% dla Berglanda. Ponadto, około 380 000 głosów oddano na niezależnych elektorów, głosujących na innych kandydatów. Frekwencja wyniosła 53,3%. W głosowaniu Kolegium Elektorów Reagan uzyskał 525 głosów, przy wymaganej większości 270 głosów. Na Mondale’a zagłosowało 13 elektorów. W głosowaniu wiceprezydenckim zwyciężył Bush, uzyskując 525 głosów, wobec 13 dla Ferraro.
| Kandydat na prezydenta | Partia                | Głosowanie powszechne | Głosowanie powszechne | Kolegium Elektorów |
| Kandydat na prezydenta | Partia                | Głosy                 | Procent               | Kolegium Elektorów |
| ---------------------- | --------------------- | --------------------- | --------------------- | ------------------ |
| Ronald Reagan          | Partia Republikańska  | 54 455 075            | 58,8%                 | 525                |
| Walter Mondale         | Partia Demokratyczna  | 37 577 185            | 41%                   | 13                 |
| David Bergland         | Partia Libertariańska | 228 314               | 0,3%                  | 0                  |
| Łącznie                | Łącznie               | Łącznie               | Łącznie               | 538                |

| Kandydat na wiceprezydenta | Partia               | Kolegium Elektorów |
| -------------------------- | -------------------- | ------------------ |
| George H.W. Bush           | Partia Republikańska | 525                |
| Geraldine Ferraro          | Partia Demokratyczna | 13                 |
| Łącznie                    | Łącznie              | 538                |